# راننده تاکسی (فیلم ۲۰۱۷)
راننده تاکسی (انگلیسی: A Taxi Driver) یک فیلم در ژانر درام تاریخی اکشن به کارگردانی جانگ هون و محصول سال ۲۰۱۷ کره جنوبی است. از بازیگران آن می‌توان به سونگ کانگ هو و توماس کرتشمن اشاره کرد.
این فیلم براساس یک داستان واقعی ساخته شده‌است. این داستان بر اساس زندگی یورگن هینزپتر روزنامه‌نگار آلمانی است که به همراه یک راننده تاکسی از شهر سئول به نام کیم سابوک وارد شهر گوانجو می‌شود و راننده تاکسی به‌طور ناخواسته وارد قیام گوانجو می‌شود البته تمام بخش‌های مربوط به زندگی شخصی راننده تاکسی تخیلی است.